# 合肥日报
《合肥日报》创刊于2009年11月8日，是中国共产党合肥市委员会的机关报，隶属合肥报业传媒集团。共设有八个版，内容每日有微调。现行报头由时任全国人大常委会委员长吴邦国于2012年3月5日参加全国人大安徽代表团审议时题写。